# Quanesha Burks
Quanesha Burks (* 15. März 1995 in Ozark, Alabama) ist eine US-amerikanische Leichtathletin, die sich auf den Weitsprung spezialisiert hat.

## Sportliche Laufbahn
Erste Erfahrungen bei internationalen Meisterschaften sammelte Quanesha Burks im Jahr 2014, als sie bei den Juniorenweltmeisterschaften in Eugene mit einer Weite von 6,04 m den fünften Platz belegte. Von 2013 bis 2017 studierte sie an der University of Alabama und wurde 2015 NCAA-Collegemeisterin im Weitsprung. Im selben Jahr gelangte sie bei den Panamerikanischen Spielen in Toronto mit 6,47 m auf den achten Platz und siegte anschließend mit 6,93 m bei den NACAC-Meisterschaften in San José. Im Jahr darauf siegte sie mit 6,74 m bei den U23-NACAC-Meisterschaften in San Salvador und 2017 startete sie bei den Weltmeisterschaften in London, verpasste dort aber mit 6,44 m den Finaleinzug. 2018 klassierte sie sich bei den Hallenweltmeisterschaften in Birmingham mit 6,81 m auf dem vierten Platz und im August gewann sie bei den NACAC-Meisterschaften in Toronto mit 6,59 m die Silbermedaille hinter ihrer Landsfrau Sha'Keela Saunders. 2021 steigerte sie ihre Bestleistung auf 6,96 m und nahm im Sommer an den Olympischen Sommerspielen in Tokio teil und schied dort mit 6,56 m in der Qualifikationsrunde aus.
2022 startete sie bei den Hallenweltmeisterschaften in Belgrad und klassierte sich dort mit 6,77 m auf dem fünften Platz und Anfang April siegte sie mit 6,77 m bei den USATF Bermuda Games. Bei der Golden Gala Pietro Mennea wurde sie mit 6,77 m Dritte und anschließend gelangte sie bei den Weltmeisterschaften in Eugene mit 6,88 m im Finale auf Rang vier. Im August siegte sie mit 6,75 m bei den NACAC-Meisterschaften in Freeport und anschließend wurde sie bei Weltklasse Zürich mit 6,54 m Dritte. Im Jahr darauf siegte sie mit 6,98 m bei der Diamond League in London, schied anschließend aber mit 6,57 m in der Qualifikationsrunde bei den Weltmeisterschaften in Budapest aus.
In den Jahren 2020 und 2022 wurde Burks US-amerikanische Hallenmeisterin im Weitsprung.

## Persönliche Bestleistungen
- 100 Meter: 11,19 s (−0,4 m/s), 28. April 2018 in Baton Rouge
  - 60 Meter (Halle): 7,20 s, 25. Februar 2018 in Glasgow
- Weitsprung: 6,98 m (+0,6 m/s), 23. Juni 2023 in London
  - Weitsprung (Halle): 6,81 m, 4. März 2018 in Birmingham